# Mummia di San Andrés

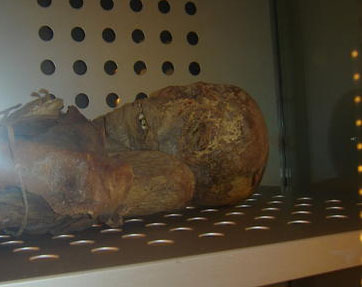
Mummia di San Andrés

La Mummia di San Andrés è una mummia guance che è stata trovata vicino alla località di San Andrés (Santa Cruz de Tenerife, Isole Canarie).
Si tratta di una delle mummie meglio conservate che sono state ritrovate nelle Isole Canarie ed appartiene ad un uomo di circa 25 - 30 anni parzialmente ricoperto di pelle di capra con 6 strisce che la circondano. La mummia è stata trovata in una grotta in un burrone alla periferia della località di San Andrés. Si crede possa essere stato un Mencey (re aborigeno) o alto personaggio della società del Guanci.
Si trova attualmente presso il Museo di natura e archeologia a Santa Cruz de Tenerife.